# Eurovision Young Dancers 1993
Der 5. Eurovision Young Dancers fand am 15. Juni 1993 im Dansens hus, in Stockholm in Schweden statt. Ausrichter war die schwedische Fernsehgesellschaft Sveriges Television (SVT), die erstmals mit der Austragung eines Eurovision Young Dancers beauftragt wurde.
Siegerin wurde die spanische Tänzerin Zenaida Yanowsky mit ihrem Tanz Esmeralda. Es war bereits das dritte Mal, dass Spanien den Wettbewerb gewinnen konnte. Außerdem war es das erste Mal, dass ein Land zwei Mal in Folge den Wettbewerb gewinnen konnte. Platz 2 ging an die schweizerische Tänzerin Kusha Angst, Platz 3 hingegen belegten die Tänzerinnen aus Frankreich und Österreich.

## Austragungsort
Als Austragungsort wählte Sveriges Television das Dansens hus in Stockholm aus. Es war das erste Mal, dass Schweden einen Eurovision Young Dancers austrug.

## Format

### Kandidaten
Auftreten konnten Tänzer zwischen 16 und 21 Jahren. Es konnten allerdings lediglich Solotänzer oder Paare antreten. Es gab erneut ein Halbfinale, da die Teilnehmeranzahl ansonsten den zeitlichen Rahmen gesprengt hätte. Dort traten alle 15 Teilnehmer gegeneinander an, wovon sich allerdings lediglich acht für das Finale qualifizieren konnten.

### Jury
Es gab auch weiterhin eine professionelle Jury, allerdings vergab diese wieder Platz 1 bis 3. Vorsitzender der Jury war der schwedische Tänzer Nils-Åke Häggbom. Die weiteren Jurymitglieder waren folgende:
- Josette Amiel
- Frank Andersen
- María de Ávila
- Paolo Bortoluzzi
- Gigi Gheorghe Caciuleanu
- Birgit Cullberg
- Peter Van Dyk
- Micha van Hoecke
- Pierre Lacotte
- Elsa-Marianne Von Rosen
- Heinz Spoerli
- Elisabetta Terabust
- Jorma Uotinen

### Moderation
Als Moderatoren fungierten die schwedische Tänzerin und Schauspielerin Anneli Alhanko sowie der schwedische Moderator und Journalist John Chrispinsson.

## Teilnehmer

Länder, die 1993 teilgenommen haben
Länder, die bereits im Halbfinale ausgeschieden sind
Länder, die in der Vergangenheit teilgenommen haben, jedoch nicht 1993

Insgesamt 15 Länder nahmen am Eurovision Young Dancers 1993 teil, genauso viele wie bereits 1991. Vom Wettbewerb zogen sich allerdings Bulgarien, Italien, die Niederlande und Portugal zurück. Auch Jugoslawien zog sich vom Wettbewerb zurück, da das Land mittlerweile in seine Teilrepubliken zerfallen war. Von diesen Teilrepubliken debütierte nur Slowenien. Ebenfalls nahmen Estland, Griechenland und Polen erstmals 1993 teil. Österreich kehrte dagegen zum Wettbewerb zurück und nahm somit erstmals seit 1989 wieder am Wettbewerb teil.

## Halbfinale
Das Halbfinale 1993 fand am 13. Juni statt und somit zwei Tage vor dem Finale. Folgende Länder schieden bereits im Halbfinale aus:
| Land         | Teilnehmer                         | Tanz Choreografie (C)                              |
| ------------ | ---------------------------------- | -------------------------------------------------- |
| Belgien      | Rafaella Raschella                 | The Sleeping Beauty C: M. Petipa                   |
| Dänemark     | Julie Strandberg & Mads Blangstrup | The Flower Festival in Genzano C: A. Bournonville  |
| Estland      | Stanislav Jermakov & Luana Georg   | The Flower Festival in Genzano C: A. Bournonville  |
| Griechenland | Theodora Bourbou                   | Esmeralda C: M. Petipa                             |
| Norwegen     | Kristine Oren                      | The Snark C: S. Edvardsen                          |
| Slowenien    | Ursa Vidmar                        | Don Quixote C: M. Fokin                            |
| Zypern       | Lia Haraki                         | Sunrise – Sunset from Out of Silence C: N. Loizidu |

## Finale
Acht Länder traten jeweils gegeneinander an. Lediglich die ersten drei Plätze wurden bekanntgegeben.
| Platz | Land                 | Teilnehmer                    | Tanz Choreografie (C)                                    |
| ----- | -------------------- | ----------------------------- | -------------------------------------------------------- |
| 1.    | Spanien              | Zenaida Yanowsky              | Esmeralda C: M. Petipa                                   |
| 2.    | Schweiz              | Kusha Angst                   | The Corsair C: M. Petipa                                 |
| 3.    | Frankreich           | Raphaëlle Delaunay-Belleville | Paquita (Zweite Variation von Pas de trois) C: M. Petipa |
| 3.    | Österreich           | Gregor Hatala                 | Vayamos al diablo, 5 Tangos C: H. van Manen              |
| –     | Finnland             | Riina Laurila                 | Vague Woman (Von Symphony no. 1) C: H. Heikkinen         |
| –     | Deutschland          | Jens Weber & Franziska Koc    | Tchaikovsky – Pas de Deux C: G. Balanchine               |
| –     | Polen                | Anna Sasiadek & Jacek Bres    | Esmeralda C: A. Vaganova                                 |
| –     | Schweden (Gastgeber) | Ludde Hagberg                 | Coppelia C: A. Saint-Léon                                |

## Übertragung
Insgesamt 15 Fernsehanstalten übertrugen die Veranstaltung:
| Land                | Sender              |
| Teilnehmende Länder | Teilnehmende Länder |
| ------------------- | ------------------- |
| Belgien             | RTBF                |
| Dänemark            | DR                  |
| Deutschland         | ZDF                 |
| Estland             | ERR                 |
| Finnland            | YLE                 |
| Frankreich          | France 3            |
| Griechenland        | ERT                 |
| Norwegen            | NRK                 |
| Österreich          | ORF                 |
| Polen               | TVP                 |
| Schweden            | SVT                 |
| Schweiz             | SRG SSR             |
| Slowenien           | RTV SLO             |
| Spanien             | RTVE                |
| Zypern              | CyBC                |